# Bellante Stazione
Bellante Stazione is een plaats (frazione) in de Italiaanse gemeente Bellante.